# 源義家
源 義家（みなもと の よしいえ）は、平安時代中期から後期の武将。八幡太郎の通称でも知られる。後に鎌倉幕府を開いた源頼朝や室町幕府を開いた足利尊氏などの祖先に当たる。
比叡山等の強訴の頻発に際し、その鎮圧や白河天皇の行幸の護衛に活躍するが、陸奥国守となった時、清原氏の内紛に介入して後三年の役を起こし、朝廷に事後承認を求める。その後約10年間は逼塞状態であったが、白河法皇の意向で院昇殿を許された。
その活動時期は摂関政治から院政に移り変わる頃であり、政治経済はもとより社会秩序においても大きな転換の時代にあたる。そのためかつて歴史学者からは、義家は新興武士勢力の象徴ともみなされ、後三年の役の朝廷の扱いも「白河院の陰謀」「摂関家の陰謀」など様々な臆測がされてきたが、現在ではそのような見方はほぼ否定されている。生前の極位は正四位下。

## 生涯
源頼義の長男として、河内源氏の本拠地である河内国古市郡壺井（現・大阪府羽曳野市壺井）の香炉峰の館に生まれる。母は、平直方の娘。
幼名は不動丸、または源太丸。7歳の春に、山城国の石清水八幡宮で元服したことから八幡太郎と称す。

### 出生と没年
生没とも諸説あるが、68歳で死去とする史料が多く、没年は史料としての信頼性が最も高い『中右記』嘉承元年（1106年）7月15日条から逆算し、長暦3年（1039年）の生まれとする説が有力である。

### 前九年の役から下野守まで
鎮守府将軍兼陸奥守に任ぜられた父・頼義が安倍氏と戦った前九年の役では、天喜5年（1057年）11月に数百の死者を出し大敗した黄海の戦いを経験。その後出羽国の清原氏の応援を得て頼義は安倍氏を破った。
しかし、『奥州後三年記』（『続群書類従』収録）には清原武衡の乳母の千任に「なんぢが父頼義、貞任、宗任をうちえずして、名簿をさヽげて故清将軍（鎮守府将軍・清原武則）をかたらひたてまつれり。ひとへにそのちからにてたまたま貞任らをうちえたり」と言われて激怒したことが載っているが、「名簿」を差しだし、臣下の礼をとったかどうかはともかく、それに近い平身低頭で参戦を頼みこんだことが判る。康平6年（1063年）2月25日に義家は従五位下出羽守に叙任された。
しかし出羽国はその清原氏の本拠地である。清原武則には前九年の役で頭を下げた経緯もあり受領としての任国経営が思うに任せなかったのか、『朝野群載』には、翌康平7年（1064年）に朝廷に越中守への転任を希望したことが記されている。ただしそれが承認されたかどうかは不明である。この年、義家は在京しており美濃国において美濃源氏の祖・源国房と合戦している。
延久2年（1070年）に義家は下野守となっており、陸奥で印と国庫の鍵を盗んだ藤原基通を捕らえたことが『扶桑略記』8月1日条に見える。当時の陸奥守は大和源氏の源頼俊で、即位間もない後三条天皇が頼俊らに北陸奥の征服を命じており、北陸奥の征服（延久蝦夷合戦）自体は成功したが、この藤原基通の件の為か頼俊には恩賞はなく、その後の受領任官も記録には見えない。

### 白河帝の爪牙
承暦3年（1079年）8月に美濃で源国房と闘乱を起こした右兵衛尉・源重宗（清和源氏満政流4代）を官命により追討。
永保元年（1081年）9月14日に検非違使と共に園城寺の悪僧を追補（『扶桑略記』）。同年10月14日には白河天皇の石清水八幡宮行幸に際し、園城寺の悪僧（僧兵）の襲撃を防ぐために、弟・源義綱と2人でそれぞれの郎党を率いて護衛したが、この時本官（官職）が無かったため関白・藤原師実の前駆の名目で護衛を行った。さらに帰りが夜となったので義家は束帯（朝廷での正式な装束）から非常時に戦いやすい布衣（ほい：常服）に着替え、弓箭（きゅうせん）を帯して白河天皇の乗輿の側らで警護にあたり、藤原為房の『為房卿記』には、「布衣の武士、鳳輦に扈従（こしゅう）す。未だかつて聞かざる事也」と書かれている。
12月4日の白河天皇の春日社行幸に際しては義家は甲冑をつけ、弓箭を帯した100名の兵を率いて白河天皇を警護する。この段階では公卿達の日記『水左記』などにも「近日の例」と書かれるようになり、官職によらず天皇を警護することが普通のことと思われはじめる。後の「北面武士」の下地にもなった出来事である。この頃から義家・義綱兄弟は白河帝に近侍している。

### 後三年の役

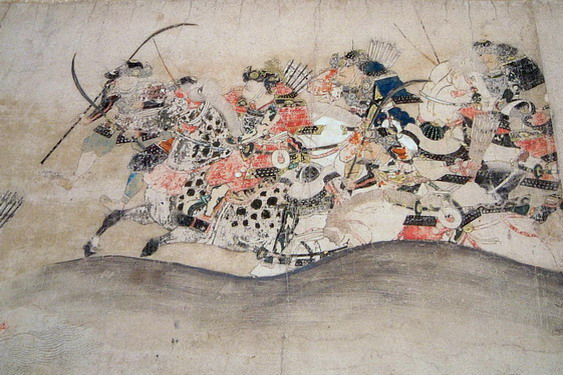
『後三年合戦絵詞』の源義家

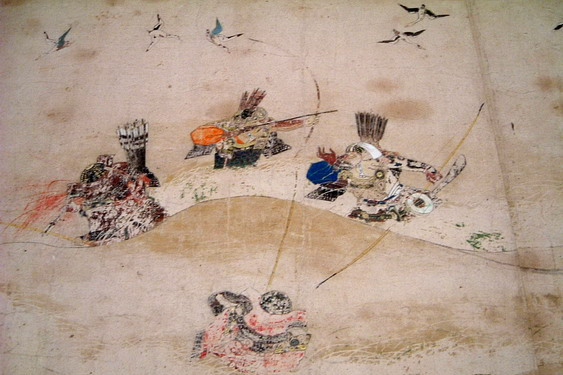
『後三年合戦絵詞』の「雁行の乱れ」で、待ち伏せを見破られた清原軍

永保3年（1083年）に陸奥守となり、清原氏の内紛に介入して後三年の役が始まる。ただしこの合戦は朝廷の追討官符による公戦ではない。朝廷では寛治元年（1087年）7月9日に「奥州合戦停止」の官使の派遣を決定した事実も有る事から、『後二条師通記』にはこの戦争は「義家合戦」と私戦を臭わせる書き方がされている。
後三年の役において動員した兵は、石井進の国衙軍制の概念 にそって分類すれば、国守軍の「館の者共」、つまり受領国守の私的郎党として動員した近畿から美濃、そして相模国の武者 と、清原氏勢力外の陸奥南部の「国の兵共」。「地方豪族軍」として陸奥奥六郡の南三郡を中心とした藤原清衡の軍と、出羽の吉彦秀武の軍からなると思われる。
最終局面での主要な作戦が吉彦秀武から出ていること、及び前九年の役の例を勘案すれば、最大兵力は秀武の軍、次に清衡の軍であり、国守軍は陸奥南部の「国の兵共」を加えたとしても、それほど多かったとは思えない。
寛治元年11月に義家は出羽金沢柵にて清原武衡・清原家衡を破り、12月、それを報告する「国解」の中で「わたくしの力をもって、たまたまうちたいらぐる事をえたり。早く追討の官符を給わりて」と後付けの追討官符を要請するが、朝廷はこれを下さず、「私戦」としたため恩賞はなく、かつ翌寛治2年（1088年）正月には陸奥守を罷免される。
何よりも陸奥国の兵（つわもの）を動員しての戦闘であり、義家自身が国解の中で「政事をとどめてひとえにつわもの（兵）をととのへ」、と述べているように、その間の陸奥国に定められた官物の貢納は滞ったと思われ、その後何年もの間催促されていることが、当時の記録に残る（『中右記』永長（1096年）12月15日条、永長2年（1097年）2月25日条）。当時の法制度からは、定められた官物を収めて、受領功過定に合格しなければ、新たな官職に就くことができず、義家は官位もそのままに据え置かれた。

### 弟・義綱の台頭
前九年の役・後三年の役の後、義家は人々から土地を寄進されるようになり、所領としての荘園を設立していった。この寄進地を巡り、義家らの家臣である藤原実清と清原則清が争いを始め、これが義家と弟・義綱の争いに発展した。寛治5年（1091年）6月、朝廷は、義家・義綱の武装入京を禁じ、以後、諸国の人々が義家に田畠を寄進することを禁止する命令を出した。
義綱は同年正月に、藤原師実が節会に参内する際の行列の前駆を務めた他、翌寛治6年（1092年）2月には藤原忠実が春日祭使となって奈良に赴く際の警衛、寛治7年（1093年）12月には源俊房の慶賀の参内の際に前駆を務めるなどが公卿の日記に見えるが、義家の方は長治元年（1104年）までそうした活動は記録にない。
寛治7年10月の除目で、義綱は陸奥守に就任。翌8年（嘉保元年・1094年）には出羽守を襲撃した在地の開拓領主・平師妙（もろたえ）を郎党に追捕させ、従四位上に叙されて官位は兄と並び、翌嘉保2年（1095年）正月の除目で、事実上陸奥守よりも格の高い美濃守に就任する。
ところが、その美濃国における比叡山領荘園との争いで僧侶が死亡したことから、比叡山側は義綱の配流を要求して強訴に及ぶが、関白・藤原師通は大和源氏の源頼治と義綱に命じてそれを実力で撃退する。この時も比叡山延暦寺・日吉社側の神人・大衆に死傷者が出、比叡山側は朝廷を呪詛した。さらに4年後の承徳3年（1099年）6月に、当事者の師通が38歳で世を去ったことであり、朝廷は比叡山の呪詛の恐怖におののいた。この件の影響か、この後義綱が受領に任じられることはなかった。

### 院昇殿から死没まで
義家は後三年の役から10年後の承徳2年（1098年）に「今日左府候官奏給云々、是前陸奥守義家朝臣依済舊國公事、除目以前被忩（そう）行也（件事依有院御気色也）、左大史廣親候奏」（『中右記』正月23日条）と白河法皇の意向と正月に陸奥守時代の官物を完済したこともあり、やっと受領功過定を通って、4月の小除目で正四位下に昇進し、10月には院昇殿を許された。しかし、その白河法皇の強引な引き上げに、当時既に形成されつつあった家格に拘る公卿は反発し、中御門右大臣・藤原宗忠はその日記『中右記』承徳2年10月23日条の裏書きに「義家朝臣は天下第一武勇の士なり。昇殿をゆるさるるに、世人甘心せざるの気あるか。但し言うなかれ」と書く。
康和3年（1101年）7月7日、次男の対馬守・源義親が、鎮西に於いて大宰大弐・大江匡房に告発され、朝廷は義家に義親召還の命を下す（『殿暦』）。しかし義家がそのために派遣した郎党の首藤資通（山内首藤氏の祖）は翌康和4年（1102年）2月20日、義親と共に義親召問の官吏を殺害してしまう。12月28日ついに朝廷は義親の隠岐配流と資通の投獄を決定する。
『中右記』によると、長治元年（1104年）10月30日に義家・義綱兄弟は揃って延暦寺の悪僧追捕を行っているが、これが義家の最後の公的な活躍となる。
嘉承元年（1106年）には四男の源義国（足利氏・新田氏の祖）が、叔父で義家・義綱の弟・源義光等と常陸国において合戦し、6月10日、常陸合戦で義家に義国を召し進ぜよとの命が下される。義国と争っていた義光、平重幹等にも捕縛命令が出る中で義家は同年7月15日に68歳で没する。翌日、藤原宗忠は日記『中右記』に「武威天下に満つ、誠に是れ大将軍に足る者なり」と追悼する。死後は三男の源義忠が家督継承し、河内源氏の棟梁となった。

### 義家死後の河内源氏
翌年の嘉承2年（1107年）12月19日、隠岐に配流されていた源義親が出雲国目代を殺害し、周辺諸国に義親に同心する動きも現れたため、白河法皇は因幡国の国守であり院近臣でもあった平正盛に義親の追討を命じる。翌年の天仁元年（1108年）1月29日に正盛は義親の首級を持って京に凱旋し、正盛が白河院の爪牙として脚光を浴びる。この凱旋に対して、藤原宗忠は『中右記』に「故義家朝臣は年来武者の長者として多く無罪の人を殺すと云々。積悪の余り、遂に子孫に及ぶか」と記す。
天仁2年（1109年）、義忠が郎党に暗殺される事件が発生。犯人は義綱の子の源義明とされ、義明は追捕されて討ち取られた。義綱は怒って勝手に出京し、義親の子（義忠の弟とも）で義忠の後継者とされていた源為義が義綱一族を追討。義綱は美濃国で降伏し、勝手に出京した罪で佐渡国へ流された。なお、義忠暗殺の真犯人は義光であったとする説もあるが真相は不明（詳細は源義忠暗殺事件を参照のこと）。家督は為義が継いだが、義光・義国や義忠の遺児・源経国、為義の子・源義朝などは関東へ下り勢力を蓄え、玄孫で義朝の子・源頼朝が鎌倉幕府を築く元となる。

## 出生地についての異説
出生地についての異説として、南北朝時代の僧侶・歌人である由阿が著した『詞林采葉抄』に記された相模国鎌倉にあった外祖父平直方の館とする説、横山党の系図の1つである『小野系図』や南北朝時代の軍記物語である『源威集』に記された相模国足下郡柳下郷とする説がある他、頼義も平直方も京都を根拠とする軍事貴族であることから頼義が直方の娘婿になったのも息子である義家が誕生したのも京都であると考えるのが自然とする説（川合康）もある。

## 「白河法皇の陰謀」説とその後の研究

### 戦後初期の義家観
戦後初期の歴史学者の中での通説となったものは、石母田正の『中世的世界の形成』をベースに、古代支配階級である貴族や宗教勢力に対して、新たに発生した在地領主層（封建的農奴主階級）が武装したものが「武士」であり、その新興勢力（武士階級）が、古代支配階級である貴族や宗教勢力を排除し、鎌倉幕府という武士階級を中心とした中世世界をもたらしたという歴史観であった。
当時の学説では「武士」はその在地領主をベースとしたものであり、平将門や藤原秀郷などは学会用語としては「武士」ではなく、その前段階の「兵」（つわもの）といわれていた。両者の違いを、竹内理三は昭和40年（1965年）にこのようにも説明している。
「兵と武士の相違を今一度述べれば、兵は所従（従者）を持つが、兵の上に兵は居ない。つまり重層的な階級制が無い。彼らはそれぞれ一個の独立した力量で従者を従えたもので、支配の組織をもっていない。ところが武士となると、その下に郎党があり、さらにその下に郎党があると言う具合に支配関係は重層的であった」（『日本の歴史』第6巻「武士の登場」（中央公論社））
そうした「重層的な階級制」は、ちょうど義家の頃に見られるようになり、その背景には、地方経済社会での大きな変動、在地での有力者は田堵・負名（公田請作経営者）から在地領主（所領経営者）へと変化があったと考えられている。そうした歴史の大きな流れの中で、新興勢力・武士階級と古代支配階級の最初の衝突（抑圧）を源義家の中に見ようとする傾向が大勢を占めていた。昭和41年（1966年）の安田元久『源義家』（吉川弘文館）もそのような視点から書かれている。
その最初の衝突（抑圧）の具体例としてあげられたのが、後三年の役で勝利したにもかかわらず恩賞が与えられず、冷遇されたこと、そして義家に対する荘園寄進が禁じられたことなどである。更に、義家の死後の河内源氏の内紛の中で孫の源為義が意図的に取り立てられ、いっそう河内源氏の結束が乱された。更にその為義も冷遇されて一生受領にはなれなかったなどとされた。
白河法皇や摂関家など、当時の支配者が義家を危険視したという竹内理三・安田元久の論は、当時の国土のほとんどが荘園となっていたという認識を前提としている。そうした状況のなかで、義家はその荘園の最上位の所有者層に割り込み、白河法皇や摂関家など、王家・上級貴族の経済基盤を脅かしたというものである。例えば竹内は昭和40年の『武士の登場』の中で、「諸国の百姓から田畑の寄進をうけて貴族と同じ荘園領家化することは、上皇をふくめての貴族層にとってはたえがたいことであった」と説明されている。

### その後の荘園史の進展
しかしこの論は、1970年代以降の荘園史研究の進展から、3つの点で見直しが必要とされている。
その1つは、網野善彦の昭和44年（1969年）の「若狭国における荘園制の形成」や石井進の昭和45年（1970年）の「院政時代」、昭和53年（1978年）の「相武の武士団」（『鎌倉武士の実像』に収録）における「太田文」の詳細な研究から、荘園がもっとも盛んに立荘された時期は、12世紀中葉以降の鳥羽・後白河院政期であり、更にその大規模荘園の乱立が完了した13世紀においてさえも、荘園領と国衙領は地方により相違はあるものの、平均すれば6対4とほぼ半々であることが明らかになった。
石井進は昭和61年（1986年）4月の「中世の村を歩く－寺院と荘園」（『中世の村を歩く』収録）において「摂関時代の成立とともに全国土が荘園となったという従来の説には、とても従えないのである」と書かれている。
2つ目は、「貴族と同じ荘園領家化」（石井進）、「上級貴族達と同じように荘園領主」（安田元久）と、荘園支配の階層の最上位に義家がなっていったとみなしていることである。
荘園支配の階層には荘園領主である「本所や領家」、その代官である「預所」、現地での実質支配者で多くの場合寄進者である「庄司（下司）」の3段階があるが、その最上位に、権門といわれる「上皇をふくめての貴族層」や大寺院・神社が位置する。
1960年代には、義家がその最上位に権門を押しのけて、あるいは新たな権門として割り込もうとしたかのように捉えられていたが、これはたかだか四位の諸大夫・受領層である義家には考えにくい。
福田豊彦は、昭和49年（1974年）の「王朝国家をめぐって」（『東国の兵乱ともののふたち』に収録）と言う論文で、「荘園寄進の対象（本家領家）ではなくて、寄進に当たっての媒介の役割を果たした貴族層（預所など）との接点で考える必要がありそうに思います」と述べている。
また田中文英は平成9年（1997年）に書いた論文「河内源氏とその時代」（『院政とその時代』に収録）において、義家が立荘して摂関家に寄進し、自らは預所となってそれを子の左衛門尉義時が受け継いだものかと推測する石川荘が、かなり広い地域の中に散在する数町から小さいものでは数段、つまり数十石から数石ぐらいの田畑の寄せ集めの様相を示していることを紹介している。
寛治5年6月の義家の郎党と義綱の郎党の河内国の所領の領有権争いは、こうした小さな単位の田畠をめぐって争われたものと思われる。この傾向は近畿一帯に共通する性格であり、12世紀中頃以降の東国などに見られる大規模寄進系荘園と同一視することは出来ない。

### 『後二条師通記』と『百錬抄』
次に、「義家に対して随兵の入京禁止令」「義家への土地の寄進禁止」であるが、これは、寛治5年6月に義家の郎党藤原実清と義綱の郎党藤原則清との間での河内の所領の領有権をめぐる争いから、義家・義綱が兵を構える事態となり、京が騒然としたことに関する当時内大臣・藤原師通の日記『後二条師通記』と、鎌倉時代後期に、それまでの諸日記を編纂した『百錬抄』に見える記事である。
両史料は片方は一次史料であり、もう片方は約2世紀も後での2次史料である。「義家に対して随兵の入京禁止令」といわれるものは『百錬抄』の「前陸奥守義家、兵をしたがえて京に入ること…を停止」であるが、同じ事実を『後二条師通記』には「諸国国司隋兵留めらるべきの官符」とある。
「諸国国司隋兵留めらるべき」は「義家に対して随兵の入京禁止」とは全く異なる。
もう1つの「義家への土地の寄進禁止」は『百錬抄』には同じ寛治5年6月12日のこととあるが、『後二条師通記』にはその記述は無い。かわりに翌年の寛治6年5月12日条に義家が構立した荘園が停止されたことが記されている。
この件は、安田元久も『百錬抄』には疑いを拭いきれないようで、昭和49年の『日本の歴史(7) 院政と平家』の中で「もし『百錬抄』にいう措置がとられたのであれば、それは左大臣俊房以下の公卿たちが、関白師実とともにとった処置であって、上皇の意志からでたものではなかったことになる。」と微妙な書きかたをしている。
関白藤原師実は『後二条師通記』の藤原師通の父であり、師通はその公卿議定に内大臣として出席しており、当時の公卿の日記の書き方から『後二条師通記』寛治5年6月12日条はその翌朝に書かれたものと推察できほぼリアルタイムとみなしてよい。もし『百錬抄』にいう措置がとられたのであれば、左大臣が白河法皇に上奏し、院の意向が公卿議定に伝えられた後に関白が介入したことになるが、当時の官奏の手順から不自然感を免れない。もしあったとすればその関白の息子である師通がその変則介入を日記に書かないなどということがあるだろうか。安田の疑いはその点にも及んでいると思われる。
この件に関して、元木泰雄は平成6年（1994年）の『武士の成立』で、約1年を隔てた2件の事柄をまとめて編集してしまった可能性があると指摘している。なお、以下は元木の指摘ではないが、『百錬抄』の編者の認識の誤りはこれだけではない。もう一件は一次史料である複数の公卿の日記と相違している。

### 後三年の役の恩賞
なお、後三年の役で勝利したにもかかわらず恩賞が与えられなかった点に関しては、本来朝廷の命令（官符）無しに合戦を起こすことは当時でも違法行為であり、合戦の途中においても「奥州合戦停止」の官使の派遣を決定したりしている。従って追討の事後承認を求めたのに対して、これを拒否したのは不思議ではない。
更に当時は「財貨」であるより以前に、朝廷の諸行事の装飾の貴重にして重要な材料であり、ほとんど陸奥からしか手に入らなかった砂金の「不貢金」を起こしている。これは租税未収以上の、朝廷の諸行事に支障をきたす大問題であり、そのために朝廷の公卿議定で議題にあがっている。
受領の勤務評定である受領功過定を10年も通らなかったのは当時の制度にそった処置であり、義家だけがそうであった訳ではない。白河院が院近臣であった国守(国司)を、受領功過定を経ずに同じ国でそのまま重任（他国に転ずるより利益は大きい）させようとしたのを藤原師通が猛反対して諦めさせたことまである。
その官物未進の決着に10年がかかるが、それがやっと完済できたのかどうかは記録が無いが、その合格は内大臣藤原宗忠の日記である『中右記』承徳2年正月23日条には「件事依有院御気色也」、つまり白河法皇の意向であったことが記されている。

## 伝承

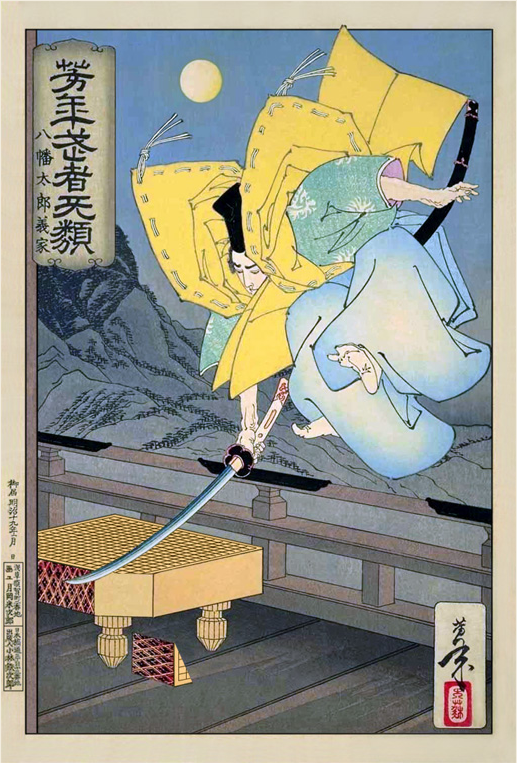
月岡芳年画：『八幡太郎義家』

前九年の役の時、天喜5年11月に数百の死者を出し大敗した黄海の戦いで、僅か六騎となって逃れたが、その戦いの中で「将軍の長男義家、驍勇絶倫にして、騎射すること神の如し。白刀を冒し、重圍を突き、賊の左右 に出でて、大鏃の箭を以て、頻りに賊の師を射る。矢空しく発たず。中たる所必ず斃れぬ。雷の如く奔り、風の如く飛び、神武命世なり」。と『陸奥話記』にある。
同じ『陸奥話記』には、その後清原武則が「君が弓勢を試さんと欲す。いかに」と問うと、義家は「善し」と。そこで武則は「堅き甲（かぶと：と読むが鎧のことか）三領を重ねて、これを樹の枝に懸る。義家は一発にて甲三領を貫かせしむ」。武則は大いに驚いて「これ神明の変化なり。あに凡人の堪える所ならんや。宜しく武士の為に帰伏する所、かくの如し」と語ったという逸話が残る。
義家が2歳の時に用いた「源太が産衣」という鎧と、生け捕った敵千人の首を髭ごと切ったことから「髭切」と名付けられた刀は、河内源氏嫡子に伝えられる宝となり、後の平治の乱では源頼朝が用いたという逸話が鎌倉時代初期の『平治物語』にある。これは源頼朝が源氏の嫡流であると印象づけるための創作といわれている。
鎌倉時代中期の説話集『古今著聞集』には前九年の役の後、捕虜となった後、家来とした（事実ではないが）安倍宗任との話がいくつかあり、射芸に秀で、意味もなく動物を殺そうとしない優しさ、更に射た矢を取ってきたかつての敵・宗任に背中を向け、背負った矢入れに入れさせた剛胆さ、更には神通力まで備えた超人的な武士として描かれている。
しかしその一方では以下のような伝承も残されている。
- 京の義家の屋敷の近所の者が、ある夜に義家が鬼に引きずられて門を出て行く夢を見た。そこで義家の屋敷を覗うと、屋敷の中では義家が死んだと大騒ぎになっていた。あれは義家が地獄に引きずられていくところだったに違いない。
- 父頼義も殺生の罪人で、本来なら地獄に堕ちるべき人間である。前九年の役で切り落とした首は1万八千、その片耳を取り集めて、乾して皮古二合に入て上洛した。しかし、後年仏門に入って、その耳を堂（京・六条坊門北の耳納堂）の土壇の下に埋めて弔い、自分の殺生を悔いたために最後は成仏できた。しかし義家は罪も無い人を沢山殺して、それを悔いるところも無かったので無限地獄へ堕ちた。（『古事談』）

今様狂いの後白河法皇が編纂した『梁塵秘抄』巻第二にある「鷲の棲む深山には、概ての鳥は棲むものか、同じき源氏と申せども、八幡太郎は恐ろしや」はそのような言い伝えを反映しているものと思われる。
それらの伝承は平安時代末期から鎌倉時代初期にかけてのものであるが、同時代の藤原宗忠がその日記『中右記』に「故義家朝臣は年来武者の長者として多く無罪の人を殺すと云々。積悪の余り、遂に子孫に及ぶか」と記したことも合わせ考えると、それらの説話も個々には事実ではあり得ないが、当時の京の人間の義家観として、義家の実像の一面を伝えているようにもとれる。
後三年の役が私戦とされて恩賞が出なかったため、義家は河内石川荘の自分の私財を投じて部下の将士に報奨を与え、武家の棟梁としての信望を高めたといわれる。ただし平安時代末期の『奥州後三年記』にはその記述はない。後世では、東国における武門の習いは義家が整備したといわれ、その名声は武門の棟梁としての血脈としての評価を一層高めることとなったというのは、主に南北朝時代の末に、義家の子孫である足利幕府の正統性をうたう為に書かれた『源威集』にある「諸家輩、源家将軍ヲ代々仁王ト奉仰ハ此故也」からの派生。
義家の名声を恐れた白河法皇や、摂関家の陰謀によって河内源氏は凋落していったとされるのは主に戦後である。現在研究者の間では本稿で紹介したような見直しが行われているが、その陰謀説はいまだに非常に根強い。
今川貞世（了俊）の『難太平記』によれば、義家は「われ七代の孫に生まれ代わりて天下を取るべし」という遺言を残し、義家から七代目にあたる足利家時は、自分の代では達成できないため、三代後の子孫に天下を取らせよと祈願し、願文を残して自害したと言われ、了俊自身もその願文を見たと記している。かつては、貞世の証言を鵜呑みにし、足利尊氏が北条氏打倒や後醍醐天皇打倒に立ち上がったのは、家時から三代後の子孫としてそれを見せられたという説があった。しかし、20世紀半ば以降、この説はほとんど支持されていない。家時の置文が実在し尊氏の弟の直義がそれを見たことは直義の書状から確実であるが、それは後醍醐天皇との対決から15年後のことであり、尊氏の挙兵の動機としては考えにくい。それどころか、「足利氏が源氏嫡流である」という認識そのものが室町幕府成立後に創作されたものであり、貞世の語る義家・家時の伝説もその源氏嫡流工作の一つであるという。詳細は足利尊氏#置文伝説を参照。

## 和歌

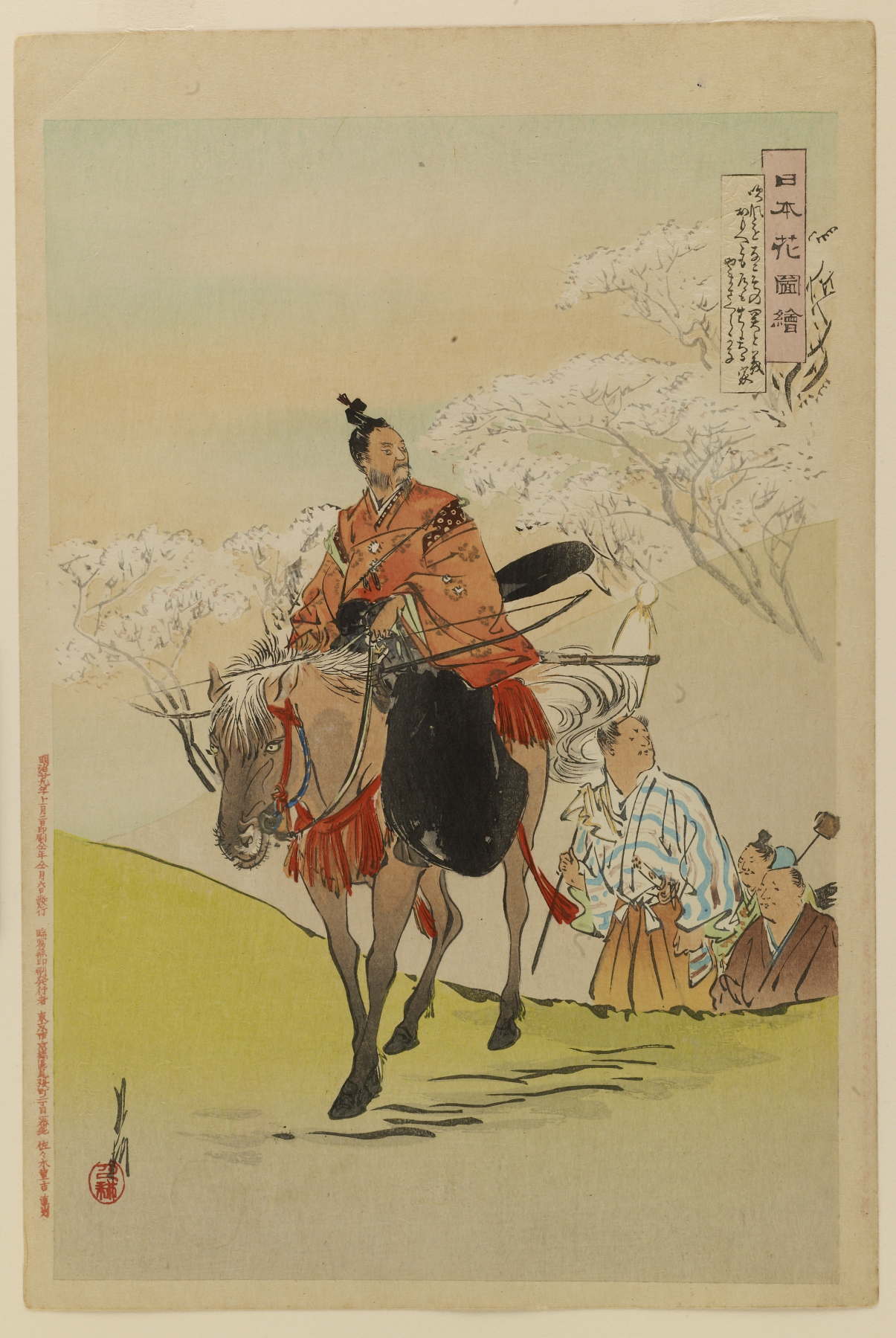
『吹く風をなこその関と思へども道もせに散る山桜かな』（尾形月耕『日本花図絵』）

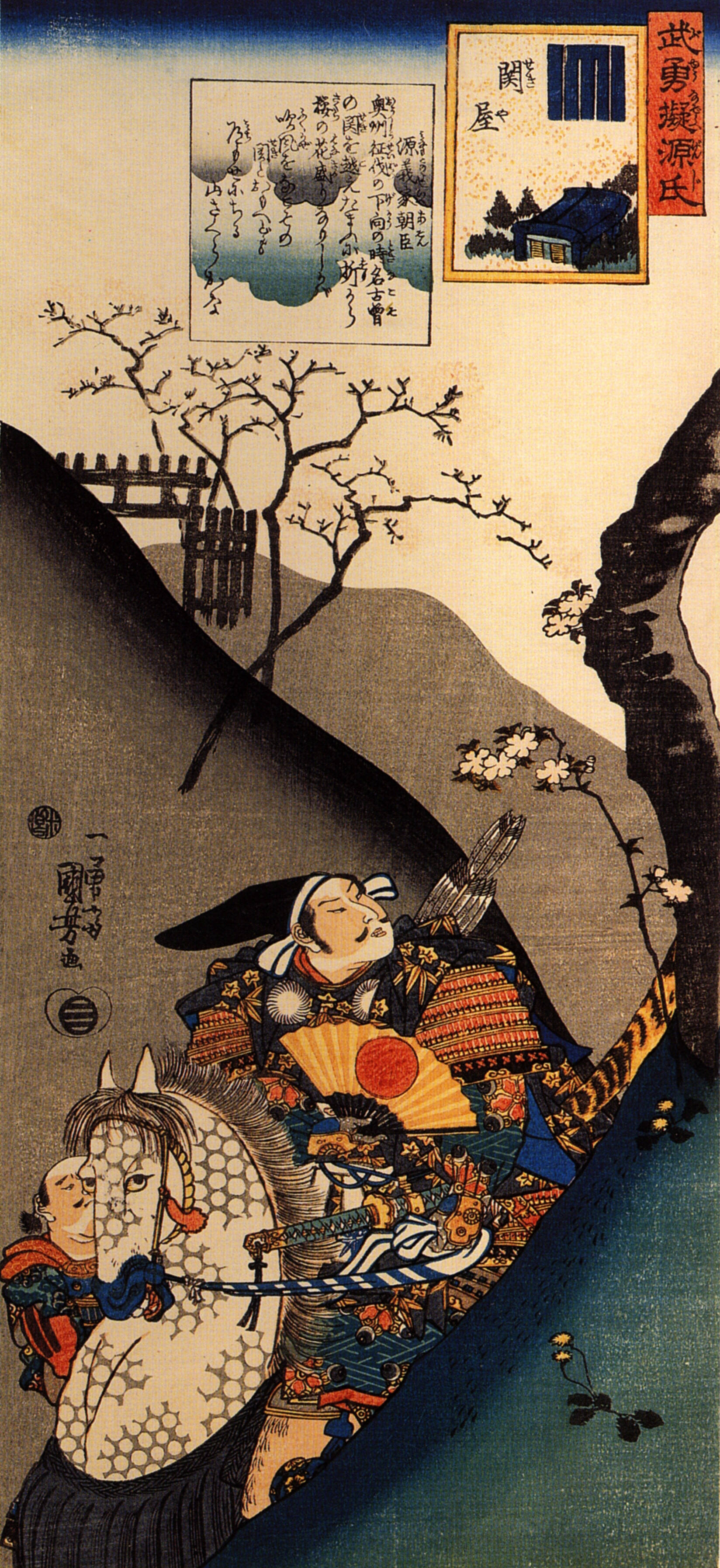
源義家（歌川国芳『武勇擬源氏』）

吹く風をなこその関と思へども道もせに散る山桜かな

勅撰和歌集の一つである『千載和歌集』に収録されており、詞書に「陸奥国にまかりける時、勿来の関にて花の散りければよめる」とある。

## 唱歌
『八幡太郎』1912年の『尋常小学唱歌』に発出。
1. 駒のひづめも匂ふまで、
「道もせに散る山櫻かな。」
しばしながめて、
「吹く風を　勿來の關と思へども」
かひなき名やとほほ笑みて、
ゆるく打たせしやさしさよ。
2. 落ちゆく敵をよびとめて、
「衣のたては綻びにけり。」
敵は見かへり、
「年を經し　絲のみだれの苦しさに」
つけたることのめでたきに、
めでてゆるししやさしさよ。

「敵」とは安倍貞任で、衣川関を捨てて敗走する安倍貞任を追う源義家が、矢を番えながら下の句を歌いかけると、貞任は即座にその上の句を返したので、義家は感じいって「武士の情け」と、矢を放つのを止めたという話。中世の説話集『古今著聞集』にある。ただし江戸時代に水戸光圀が編纂させた『大日本史』の段階から「疑ふらくは、和歌者流好事家の所為に出でしなり。故に今、取らず。」とされている。

## 系譜
先祖
- 清和天皇－貞純親王－経基王－多田満仲－源頼信－源頼義－八幡太郎源義家
- 清和天皇－陽成天皇－元平親王－経基王－多田満仲－源頼信－源頼義－八幡太郎源義家

兄弟
- 義綱 - 賀茂次郎。京都の賀茂神社で元服。
- 義光 - 新羅三郎。近江の新羅明神で元服。

子
- 義宗 - 早世。『尊卑分脈』などに記載があるが同時代史料では確認できない。
- 義親 - 『尊卑分脈』によれば庶長子。
- 義忠 - 二郎。河内判官。大夫判官。母は藤原有綱の娘。
- 義国 - 普賢丸。三郎。荒加賀入道。母は藤原有綱の娘。
- 為義 - 陸奥四郎。母は藤原有綱の娘。[9][10][11]。
- 義時 - 陸奥五郎。
- 義隆 - 陸奥六郎。
- 増珍 - 僧。

## 墓所

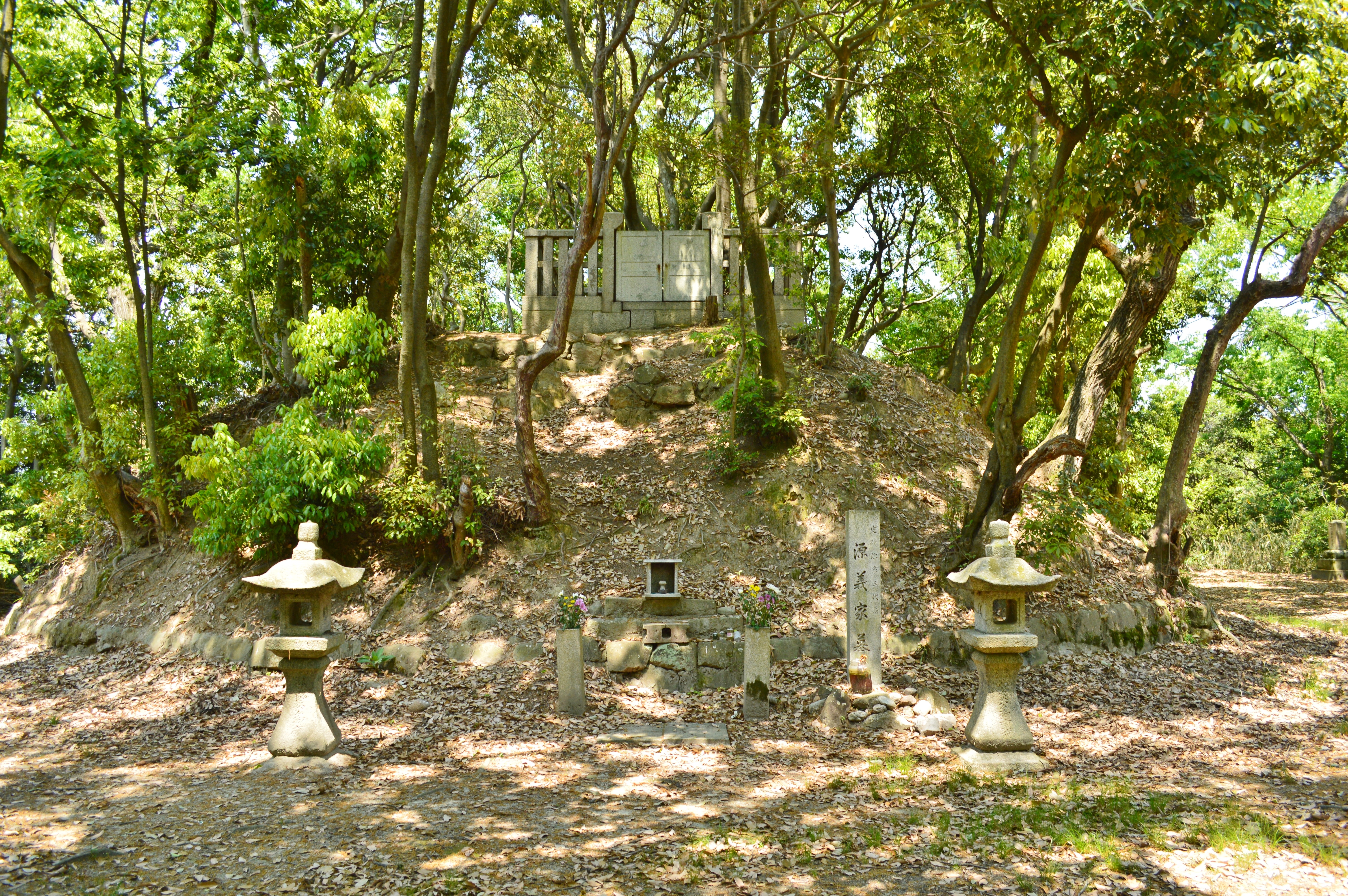
源義家墓（大阪府羽曳野市）

河内源氏の本拠地だった大阪府羽曳野市壷井に楼門だけが残る源氏の氏寺の通法寺跡近くに、祖父の頼信、父の頼義と共にある。

## 贈位
大正4年（1915年）11月10日、正三位が追贈された。この日には他にも多くの歴史的人物への贈位がなされ、父・頼義も同日に正三位を贈られている。

## 関連作品

### 小説
- 桜田晋也『武神 八幡太郎義家』（学研／学陽書房、1994年）
- 小野裕康『日高見戦記』（理論社）

### TVドラマ
- 『炎立つ』（NHK大河ドラマ、1993年 - 1994年）演：伊崎充則→佐藤浩市